# Wadi al-Kebir
El Wadi al-Kebir, o Wadi Roumel, és un riu del nord d'Àfrica, anomenat Ampsaga en temps de l'Imperi Romà, quan a la seva part inferior, feia de frontera entre Mauritània i Numídia.